# Crazy (Willie Nelson)
Crazy è un brano musicale composto da Willie Nelson nel 1961 e pubblicato da diversi artisti. Nel 1962 venne pubblicato come singolo da Patsy Cline, che ottenne un grande successo. 

## Tracce
- 7"

Lato A
1. Crazy

Lato B
1. Who Can I Count On?

## Altre versioni
Nel 1962 l'autore Willie Nelson ha inciso il brano nel suo album di debutto ...And Then I Wrote.
Tra gli artisti che hanno inciso una cover del brano vi sono Linda Ronstadt (1977), Julio Iglesias, Kenny Rogers, The Kills, Dottie West, Guy Lombardo, LeAnn Rimes (che la pubblicò come singolo nel 1999), Chaka Khan, The Waifs, Shirley Bassey, Apartment e Don McLean (con il titolo Crazy Eyes). 
Il gruppo Kidneythieves ha registrato il brano per la colonna sonora del film La sposa di Chucky. Anche nella colonna sonora del film La ragazza di Nashville, che narra la vita di Loretta Lynn, è presente una cover del brano, cantata da Beverly D'Angelo.
Nel 2010 la cantante australiana Gina Jeffreys ha inciso una cover per il suo album Old Paint. Nel 2014 l'artista canadese Neil Young ha pubblicato la sua versione nell'album A Letter Home.
Nello stesso anno 2014 anche un duetto composto Melinda Schneider e Beccy Cole ha inciso il brano nel disco collaborativo Great Women of Country.
Nel 2017 Carla Bruni ha registrato il brano con Willie Nelson per il suo album di cover French Touch.